# Jean Françaix
Jean Françaix (23. květen 1912 – 25. září 1997) byl francouzský hudební skladatel a klavírista.

## Biografie
Francouzský skladatel a klavírista Jean René Désiré Françaix se narodil 23. května, 1912, v Le Mans ve Francii do hudební rodiny. Jeho hudební nadání od raného dětství podporoval otec Alfred, skladatel, klavírista, hudební vědec a ředitel Le Mans Conservatoire a maminka Jeanne, zpěvačka a zakladatelka renomovaného sboru.
Roku 1922, v deseti letech, napsal mladý skladatel svou první skladbu „Pour Jacqueline“, která byla o dva roky později vydána nakladatelstvím Editions Sénart. Studoval na Conservatoire of Le Mans a na doporučení skladatele Maurice Ravela (1875–1937) pokračoval ve studiích na Paris Conservatoire, skladbu pod vedením skladatelky a dirigentky Nadii Boulanger (1887–1979) a klavír ve třídě skladatele a klavíristy Isodora Philippa (1863 – 1958). V roce 1930 vyhrál Premier Prix in Piano na Paris Conservatoire.
První úspěch přišel roku 1932 provedením skladby Huit Bagatelles pro klavír a smyčcový kvartet na ISCM festivalu ve Vídni a roku 1936 premiérou Concertina pro klavír a orchestr na festivalu komorní hudby v Baden-Baden. Přes blízký kontakt s Francisem Poulencem a Pařížskou šestkou, se Jean Françaix nikdy necítil vázán k žádné konkrétní hudební ideologii. Pařížská šestka byla skupina šesti francouzských skladatelů, kterými byli Georges Auric (1899–1983), Louis Durey (1888–1979), Arthur Honegger (1892–1955), Darius Milhaud (1892–1974), Francis Poulenc (1899–1963) a Germaine Tailleferre (1892–1983).
Během následujících let rozšířil své dílo o různé skladby širokého spektra žánrů včetně oper, baletů, orchestrálních děl a také sólových koncertů, filmové hudby a vokální tvorby. Skladatel se také intenzivně zaměřil na komorní hudbu. S Françaixem spolupracoval režisér, herec a scenárista Alexandre-Pierre Georges „Sacha“ Guitry (1885 – 1957), hudba k vybraným filmům Si Versailles m’était conté (1953), Si Paris nous était conté (1955) a Napoléon (1955). Françaix vyučoval na École Normale de Musique v Paříži od 1959 do 1962.
Aktivně se účastnil hudebního života, často hrál svá vlastní díla v Berlíně, Londýně, New Yorku a Bostonu. Hrál v duu s francouzským violoncellistou Maurice Gendronem (1920–1990), Triem Pasquier a často s dcerou, klavíristkou Claude. Také hrál Poulencův klavírní dvojkoncert s Francisem Poulencem (1989–1963). Jean Françaix zemřel 25. září 1997 v Paříži.
Jean Françaix obdržel mnoho ocenění, Florence Gould prize (1950), Prix du Portique (1950), Grand Prix du Disque (1954), Grand Prix du Disque jako hráč a skladatel (1965), Grand Prix de la Société des auteurs dramatiques (1983), Grand Prix Arthur Honegger (1992) a Grand Prix SACEM de la musique symphonique (1992). Françaix obdržel titul Officier de la Légion d'Honneur (1991), Commandeur de l'Ordre du mérite culturel Monackého knížectví (1993) a Commandeur dans l'Ordre des Arts et des Lettres (1994). Je jeden z nejčastěji hraných francouzských skladatelů 20. století, zvlášť pak mimo Francii.